# 上汽通用五菱
上汽通用五菱汽车股份有限公司（简称“上汽通用五菱”）于2002年11月18日正式挂牌成立，是由上汽集团（50.1%）、通用汽车（44%）和广西汽车集团（5.9%）三方共同组建的中國第一家国企混合所有制改革中形成的中中外合资企业。

## 主要業務

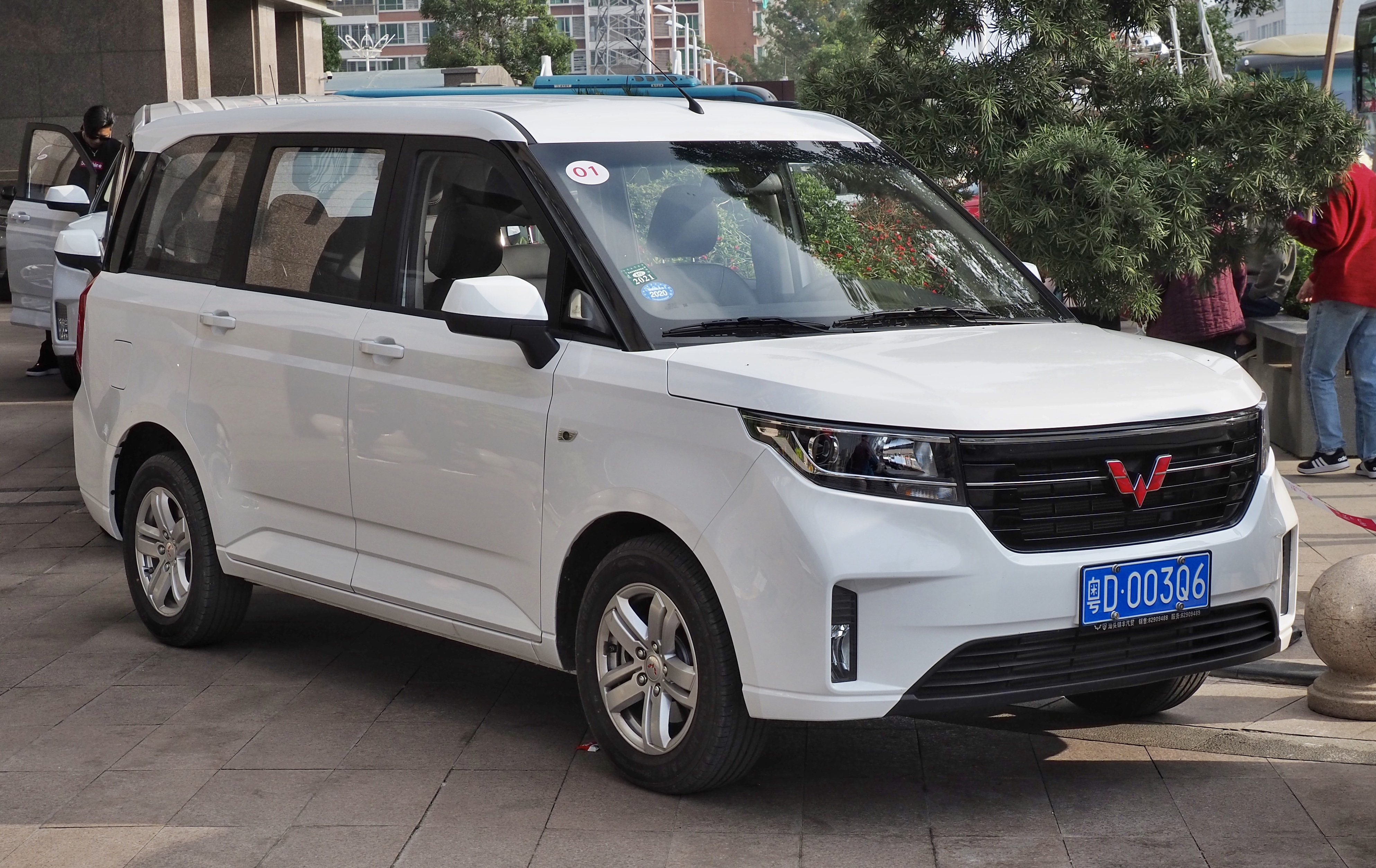
五菱宏光Plus

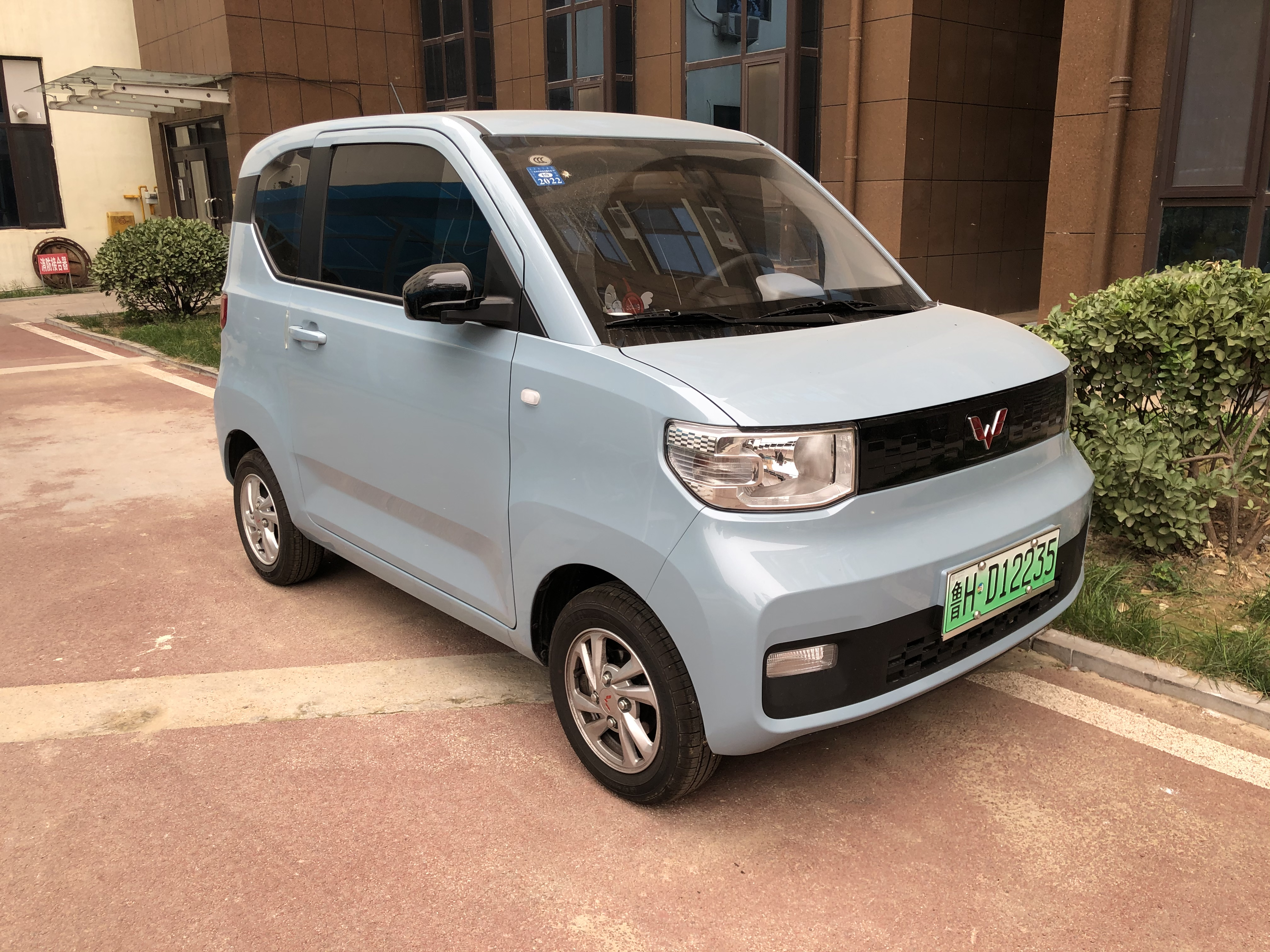
五菱宏光Mini EV 电动车

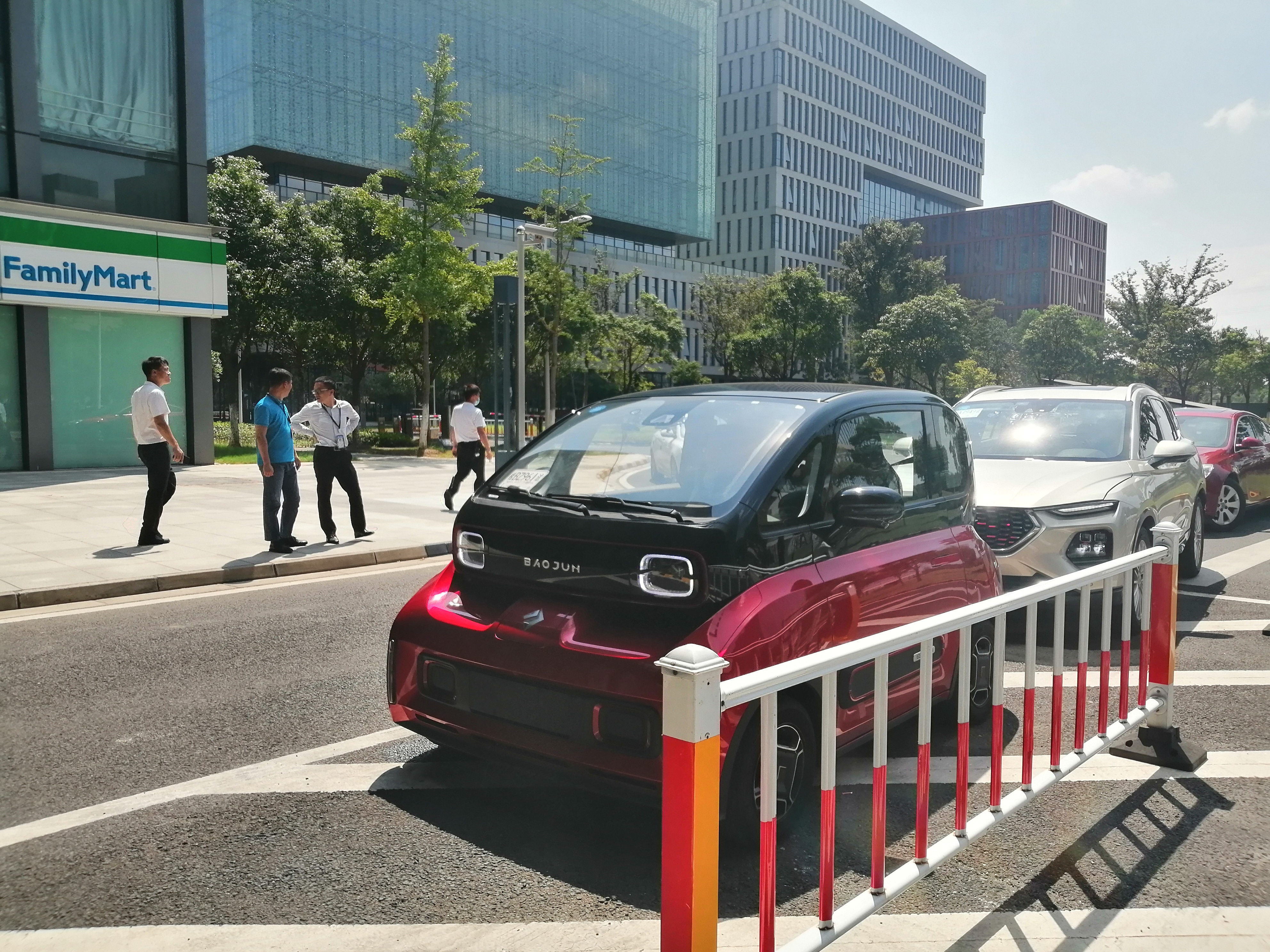
新宝骏E300

上汽通用五菱的投資關係歷史十分複雜，車廠並以通用汽車技術與底盤打出一片小型商用車市場，而且雖然五菱品牌持有人廣西汽車集團出資最少，但車廠主要卻生產五菱品牌的汽車，其後才是上企的宝骏汽車，並漸漸轉型至新能源，不過，近年兩個品牌分別在迷你電動車領域取得成績，尤其是五菱十份突出，2022年底銷售超160萬部，拿下世界第一，並進軍圈外，另外五菱也以跨界生產各種產品著稱。

### 產品
五菱產品線
- 五菱缤果：五菱缤果电动车是上汽通用五菱旗下首款大空间五门纯电车。该车型已于2023年3月29日正式上市。新车共推出五款车型配置，分别是续航203km的轻享款和舒享款，以及续航333km的快享款、悦享款和灵犀互联款，售价区间为5.98万元-8.38万元。
- 五菱宏光MINIEV：五菱宏光MINIEV系列车型包括宏光MINIEV马卡龙、宏光MINIEV GAMEBOY系列以及中国首款纯电敞篷车——宏光MINIEV敞篷版等。宏光MINIEV系列车型的续航里程在120公里至300公里之间。截至2023年1月，宏光MINIEV自上市以来已连续28个月蝉联中国品牌纯汽车销量第一。
- 五菱Air EV：2022年12月12日，五菱新能源首款全球车Air ev晴空正式上市，续航里程达300公里。两座版、四座版各提供标准版和进阶版两种配置选择，售价6.78万-8.28万元。
- 五菱龙卡：2023年5月10日，五菱“超大微卡"——五菱龙卡正式上市。新车共有基本型和舒适型两款车型配置，售价分别为6.28万元和6.58万元。整车尺寸为5640*2020*2096mm，轴距3350mm。货箱尺寸为3800*1925*365mm，主货箱地板离地高度840mm，门槛踏板离地高度580mm。五菱龙卡搭载2.0L大排量发动机，总功率达到100kW，扭矩高达192 N·m，最高车速可达105km/h，百公里综合油耗8.6升。
- 五菱星驰：2022年9月28日，五菱银标首款年轻力座驾——五菱星驰SUV正式上市。新车提供三套动力总成系统，分别是1.5L+MT、1.5L+CVT和1.5T+CVT，配备六款车型配置选择，官方指导售价区间为5.68万-8.68万元。
- 五菱星辰混动版：2022年8月2日，首款搭载五菱混动的全球银标战略级SUV——五菱星辰混动版正式上市。新车搭载320N･m扭矩的电机、100kW大功率电池和2.0升阿特金森循环混动专用发动机。其市区百公里油耗低至百公里4.6升，0至60公里时速的加速时间可达3.23秒，整车综合续航超1100公里。
- 五菱凯捷混动铂金版：2023年2月27日，五菱汽车旗下首款混动旗舰产品——五菱凯捷混动铂金版正式上市。新车共推出3款车型配置，分别为2.0L DHT悦享型、2.0L DHT臻享型、2.0L DHT奢享型，官方指导售价为12.98万-14.98万元。

宝骏品牌：以科技智能與年輕動感為特色。
- 2023款KiWi EV：2022年9月15日，上汽通用五菱宝骏品牌旗下2023款KiWi EV正式上市，共推出智潮版、智奢版和大疆版三款车型，上市价格分别为8.78万元、9.38万元、10.28万元。
- 宝骏悦也：純電越野小休旅。
  - 宝骏悦也Plus：悦也的放大版。
- 宝骏雲朵：純電緊凑型車。
- 宝骏雲海：純電和插電動力緊凑型休旅。
- 宝骏享境：純電和插電動力中型轎車。

## 副业
2020年2019冠状病毒病中国大陆疫情暴发初期，上汽通用五菱开始大规模生产口罩，具体生产工作由其子公司——广西宝菱康医疗器械有限公司负责，同时为2021年中央广播电视总台春节联欢晚会现场观众提供口罩。2020年7月，上汽通用五菱又推出了螺蛳粉。